# Cal Ripken, Sr.
Pour les articles homonymes, voir Cal Ripken (homonymie) et Ripken.
Calvin Edwin Ripken, né le 17 décembre 1935 et mort le 25 mars 1999, est un manager de baseball qui officie en Ligue majeure de baseball à la tête des Orioles de Baltimore entre 1985 et 1988.
Deux de ses fils, Cal Ripken, Jr. et Billy Ripken, opèrent en Ligue majeure avec les Orioles, durant la période où Carl père est à la barre de l'équipe.

## Carrière
Cal Ripken a passé 36 années dans l'organisation des Orioles de Baltimore, à partir de 1961 où il joue dans les ligues mineures dans un club affilié à la franchise de la Ligue américaine. Il évolue dans les mineures jusqu'en 1974, disputant deux saisons (1969 et 1970) au niveau AAA, la dernière étape avant les majeures, pour les Red Wings de Rochester.
Après une carrière de dépisteur et de manager dans les mineures, toujours dans l'organisation des Orioles, il dirige le grand club pour un seul match (une victoire) lors de la saison de baseball 1985, assurant l'intérim entre le départ de Joe Altobelli et l'arrivée de Earl Weaver. Lorsque ce dernier quitte à son tour après la saison 1986, Ripken est promu manager. Les Orioles terminent 6e dans la division Est de la Ligue américaine en 1987 avec une fiche de 67 victoires et 95 défaites. C'est durant cette année qu'il a sous ses ordres ses deux fils, Cal et Billy. Il s'agissait de la première fois dans l'histoire des majeures qu'un père dirigeait deux de ses enfants en Ligue majeure, et la situation ne s'est pas reproduite depuis.
En 1988, Ripken est congédié après 8 parties, toutes perdues par Baltimore. Lorsque Frank Robinson est désigné comme successeur, les Orioles connaîtront la défaite encore 15 fois, pour un total de 21 revers consécutifs, avant de savourer leur premier triomphe de l'année.
Il a dirigé le club pour un total de 179 parties, avec un pourcentage de victoires de,402, soit 68 gains et 101 défaites. Il a remporté, ligue mineure et majeure mises ensemble, plus de 1000 victoires avec les formations qu'il a dirigées, en plus de préparer pour les grandes ligues toute une génération de joueurs des Orioles.
Après avoir été relevé de ses fonctions de gérant et jusqu'en 1992, Ripken est instructeur au troisième but pour les Orioles. Il meurt le 25 mars 1999 d'un cancer du poumon, à l'âge de 63 ans. Une plaque commémorative en son honneur a été apposée au Camden Yards de Baltimore. Aucun membre des Orioles n'a porté son numéro d'uniforme (le 7) depuis son décès.